# Valentin Sergejevič Pavlov
Valentin Sergejevič Pavlov (rusky Валéнтин Серге́евич Па́влов; 27. září 1937, Moskva – 30. března 2003, Moskva) byl sovětský úředník, bankéř, předseda vlády Sovětského svazu a jeden ze spiklenců proti Michailu Gorbačovovi během Srpnového puče.
Pavlov svou politickou kariéru zahájil v roce 1959 na ministerstvu financí. Později, za Brežněvovy éry, se stal vedoucím finančního oddělení Státního plánovacího výboru. Za Gorbačovovy éry byl Pavlov jmenován do funkce předsedy Státního výboru pro ceny a později se stal ministrem financí ve druhé vládě Nikolaje Ryžkova. Poté vystřídal Ryžkova v čele vlády na nově zřízeném postu předsedy vlády Sovětského svazu.
Jako předseda vlády Pavlov inicioval počátkem roku 1991 sovětskou měnovou reformu, běžně označovanou jako Pavlovova reforma. V červnu téhož roku Pavlov vyzval k předání moci z prezidenta Sovětského svazu na předsedu vlády a kabinet ministrů. Když se to nepodařilo, připojil se ke spiknutí s cílem sesadit Gorbačova. V srpnu 1991 se účastnil pokusu o státní převrat, kterým se snažil zabránit rozpadu Sovětského svazu. Pavlov byl za svou účast na převratu zatčen a pokračoval v práci v bankovním sektoru v postsovětském Rusku.

## Životopis

### Mládí a ministr financí
Pavlov se narodil 27. září 1937 v Moskvě a v roce 1958 absolvoval Moskevský finanční institut. Svou úřednickou kariéru zahájil jako vládní ekonom; v roce 1959 začal pracovat jako úředník ministerstva financí a v roce 1962 se stal členem Komunistické strany Sovětského svazu. V roce 1979 začal Pavlov pracovat pro Státní plánovací výbor a v roce 1981 se stal členem jeho předsednictva. Zastával funkci vedoucího finančního oddělení Státního plánovacího výboru, tedy oddělení, které dohlíželo na všechny aspekty plánovaného hospodářství země. Od ledna do srpna 1986 působil jako první náměstek ministra financí na ministerstvu Borise Gostěva.
Dne 15. srpna 1986 byl Pavlov jmenován předsedou Státního výboru pro ceny a tuto funkci zastával až do 7. června 1989. Po celé toto období a později i jako ministr financí Pavlov podporoval návrh centralizované cenové reformy, který předložil Nikolaj Ryžkov, předseda Rady ministrů. V roce 1989 se stal po Gostěvovi ministrem financí v Ryžkovově vládě. Byl jediným ministrem v Ryžkovově vládě, který byl zároveň členem předsednictva Rady ministrů. Jako ministr financí podporoval marketizaci sovětské ekonomiky, dohlížel na rychlé zvyšování sovětské peněžní zásoby a růst inflace, který to způsobilo. Pavlov také stanovoval směnný kurz rublu vůči americkému dolaru na sovětském černém trhu. V roce 1993 hrdě přiznal, že během svého působení ve funkci ministra financí a později předsedy vlády podvedl několik západních bank a věřitelů tím, že lhal o zlatých rezervách Sovětského svazu. V roce 1989 Pavlov shromáždil dostatek informací o chybách a opomenutích Ivana Silajeva, budoucího sovětského premiéra a premiéra Ruské SFSR, aby oslabil jeho pozici vicepremiéra. Silajev Pavlovovi nikdy neodpustil a vztahy mezi nimi se ještě více ochladily, když se Pavlov stal sovětským premiérem.

### Předseda vlády SSSR
Po rezignaci Nikolaje Ryžkova v důsledku srdečního infarktu v prosinci 1990 byl Pavlov zvolen do nové funkce předsedy vlády jako kompromisní kandidát a stal se předsedou kabinetu ministrů. On a jeho dva první místopředsedové vlády, Vladimir Veličko a Vitalij Dogužijev, byli schváleni a zvoleni Nejvyšším sovětem Sovětského svazu 14. ledna 279 hlasy pro, 75 proti a 66 se zdrželo hlasování, přičemž schválení většiny jeho ministrů následovalo během několika týdnů. Pavlov byl po svém zvolení předsedou vlády považován za konzervativce a sovětský tisk ho popisoval jako „odvážného a zakomplexovaného člověka“, který je proti úplné komercializaci, ale který věřil, že Sovětský svaz je vůči pracujícím ještě více utlačující než i ty nejvyspělejší kapitalistické společnosti. Jedním z jeho prvních kroků ve funkci předsedy vlády bylo přesunutí sídla sovětské vlády - kabinetu ministrů - z moskevského Kremlu do bývalého sídla Státního výboru pro výstavbu, aby posílil svou pozici.

#### Měnová reforma v roce 1991
Sovětská měnová reforma z roku 1991, běžně označovaná jako Pavlovova reforma, byla poslední měnovou reformou před rozpadem Sovětského svazu. Pavlov dva týdny předtím pronesl projev, že žádné takové reformy nebudou. Byla zahájena 22. ledna 1991 a jejím cílem bylo stažení peněz z oběhu za účelem jejich přerozdělení na výrobu spotřebního zboží, kterého byl nedostatek. Ve svém projevu Pavlov uvedl, že důvodem stažení peněz z oběhu bylo přesvědčení vlády, že do Sovětského svazu jsou posílány peníze ze zahraničí, což podporuje inflaci. Ačkoli se sovětský tisk tehdy vysmíval, o tři roky později byla pravdivost Pavlovova výroku ověřena. Michail Gorbačov poté podepsal prezidentský dekret, kterým nařídil sovětskému finančnímu systému přestat přijímat a vyměňovat bankovky vydané v roce 1961. Nařízení se týkalo i padesátirublových a storublových bankovek vydaných v roce 1991. Dne 23. ledna 1991 začala vláda omezovat měsíční výběry bankovních vkladů na 500 rublů s oficiálním vysvětlením, že je to kvůli zmrazení příjmů zkorumpovaných úředníků, kapitalistů a zločinců.
Sovětští občané měli od 23. do 25. ledna pouze tři dny na to, aby si vyměnili své staré 50rublové a 100rublové bankovky za novou měnu. Výměnu bylo možné odložit, ale pouze prostřednictvím specializovaných vládních komisí. Kvůli tomuto krátkému výměnnému oknu se před sovětskými spořitelnami tvořily dlouhé fronty, přestože bylo možné vyměnit peníze i na pracovištích a poštách. Tato reforma také zasadila citelnou ránu sovětským občanům, kteří měli naspořené peníze a nemohli se dostatečně rychle přesunout k jejich výměně; někteří z nich přišli ze dne na den až o 15 000 až 30 000 rublů.
Reforma se nakonec ukázala jako neúspěšná. Vládě se podařilo stáhnout z oběhu pouze 14 miliard rublů z peněžní zásoby země oproti zamýšlenému cíli 81,5 miliardy rublů. V důsledku toho Pavlovova reforma neučinila přítrž inflaci. Ceny položek včetně potravin a dopravy vzrostly o 100-300 %, zatímco sovětská životní úroveň prudce poklesla a deficit státního rozpočtu se zvýšil odhadem o 20-30 % HNP. V období po reformě inflace každý měsíc překračovala hranici 50 procent.

#### Pokus o získání pravomocí
V červnu 1991 Pavlov, který se domníval, že úřad předsedy vlády má omezené pravomoci, zjistil, že Gorbačov plánuje jeho výměnu na postu předsedy vlády. V reakci na to přijel do Nejvyššího sovětu Sovětského svazu viditelně nervózní a ve své zprávě pro Nejvyšší sovět byl nucen informovat delegáty o slábnoucím stavu sovětské ekonomiky. Pavlov z toho však vinil probíhající válku zákonů mezi Nejvyšším sovětem Sovětského svazu a Nejvyšším sovětem Ruské sovětské federativní socialistické republiky (RSFSR) kterou by podle něj bylo možné vyřešit zavedením výjimečného stavu v celém Sovětském svazu nebo alespoň v některých hospodářských odvětvích.
Podle Pavlova zůstávaly problémy svazu neřešitelné, dokud si Gorbačov udržel tolik moci a měl omezený čas na řešení důležitých otázek. Aby se Pavlov dostal ze slepé uličky, vyzval k předání moci z prezidenta Sovětského svazu na předsedu vlády a kabinet ministrů (konkrétně chtěl, aby kabinet měl právo vydávat dekrety o ekonomických záležitostech bez souhlasu prezidenta), a dokonce za tímto účelem vytvořil pětibodovou rezoluci, kterou měl zákonodárný sbor projednat. Pavlov získal pro tuto myšlenku podporu šéfa parlamentní frakce Sojuzu Viktora Alksnise, který vyzval k okamžitému hlasování o této otázce. Několik poslanců Sojuzu však zároveň požadovalo vyjádření KGB a ministerstva obrany, aby se k návrhu vyjádřily. Alksnis zpětně poznamenává, že kdyby se s nimi Pavlov poradil dříve, mohlo se toto usnesení stát stát státním převratem.
Odpoledne se většina členů Sojuzu vyslovila pro okamžité hlasování. Předseda Nejvyššího sovětu Sovětského svazu Anatolij Lukjanov již odjel do Novo-Ogarjova, aby se zúčastnil ústavních jednání, a slíbil, že Gorbačovovi o hlasování řekne. Na jeho místo se postavil Ivan Laptěv, reformátor podporující Gorbačova, který Lukjanovovi nedůvěřoval a snažil se hlasování zdržet tím, že požadoval vyjádření KGB, ministerstva vnitra a ministerstva obrany. Podle Laptěva byla nálada taková, že kdyby se hlasovalo, Pavlov by vyhrál. Sovětská tajná policie i vojenský establishment obecně si tehdy přály posílit autoritu sovětské vlády, a proto i ony podpořily Pavlovův program. Sojuzu se prostřednictvím hlasování podařilo zvýšit pravomoci kabinetu ministrů a dát této instituci právo zákonodárné iniciativy.
Krátce poté Jack Matlock, velvyslanec Spojených států v Sovětském svazu, informoval Gorbačova o možnosti pokusu o státní převrat proti němu a sovětský vůdce se znepokojil, když ho Anatolij Čerňajev informoval o záhadných pohybech vojsk před Moskvou. Dne 21. června, čtyři dny po Pavlovově projevu, Gorbačov vystoupil na zasedání Nejvyššího sovětu a delegátům řekl, že mezi ním a Pavlovem nejsou žádné názorové rozdíly. I když se mu podařilo zajistit si svou pozici, Gorbačovova moc v systému již slábla, přestože se mu podařilo dosáhnout zrušení rozšířených pravomocí, které byly dříve svěřeny kabinetu ministrů. Boj o moc mezi Gorbačovem a Pavlovem nebyl u konce, Gorbačov 29. července 1991 slíbil Jelcinovi a Nursultanu Nazarbajevovi, že Pavlov spolu s ministrem obrany Dmitrijem Jazovem a předsedou KGB Vladimírem Krjučkovem budou po podpisu a ratifikaci Nové svazové smlouvy odvoláni ze svých funkcí a na Pavlovovo místo bude jmenován premiér Nazarbajev.

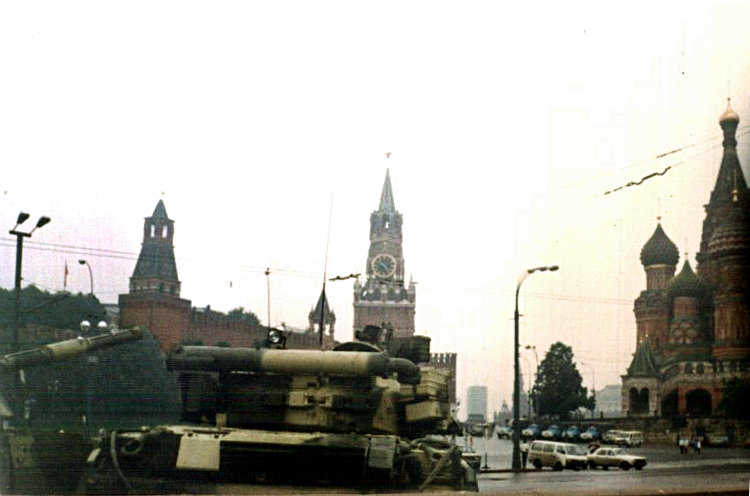
Tanky na Rudém náměstí během Srpnového puče

#### Pokus o puč v roce 1991
Pokus o sovětský státní převrat v roce 1991, běžně označovaný jako srpnový puč, byl vyvolán pomalým rozpadem Sovětského svazu, který byl důsledkem Gorbačovovy reformní politiky a Jelcinovy snahy o nezávislé Rusko. Připravovaná nová svazová smlouva požadovala další decentralizaci moci do republik, což oslabilo již tak slabou kontrolu vlády nad ekonomikou. Pavlov obdržel návrh Nové unijní smlouvy 12. srpna na zasedání Rady bezpečnosti a 14. srpna se mu podařilo prosadit jeho zveřejnění v Moskevských novinách.

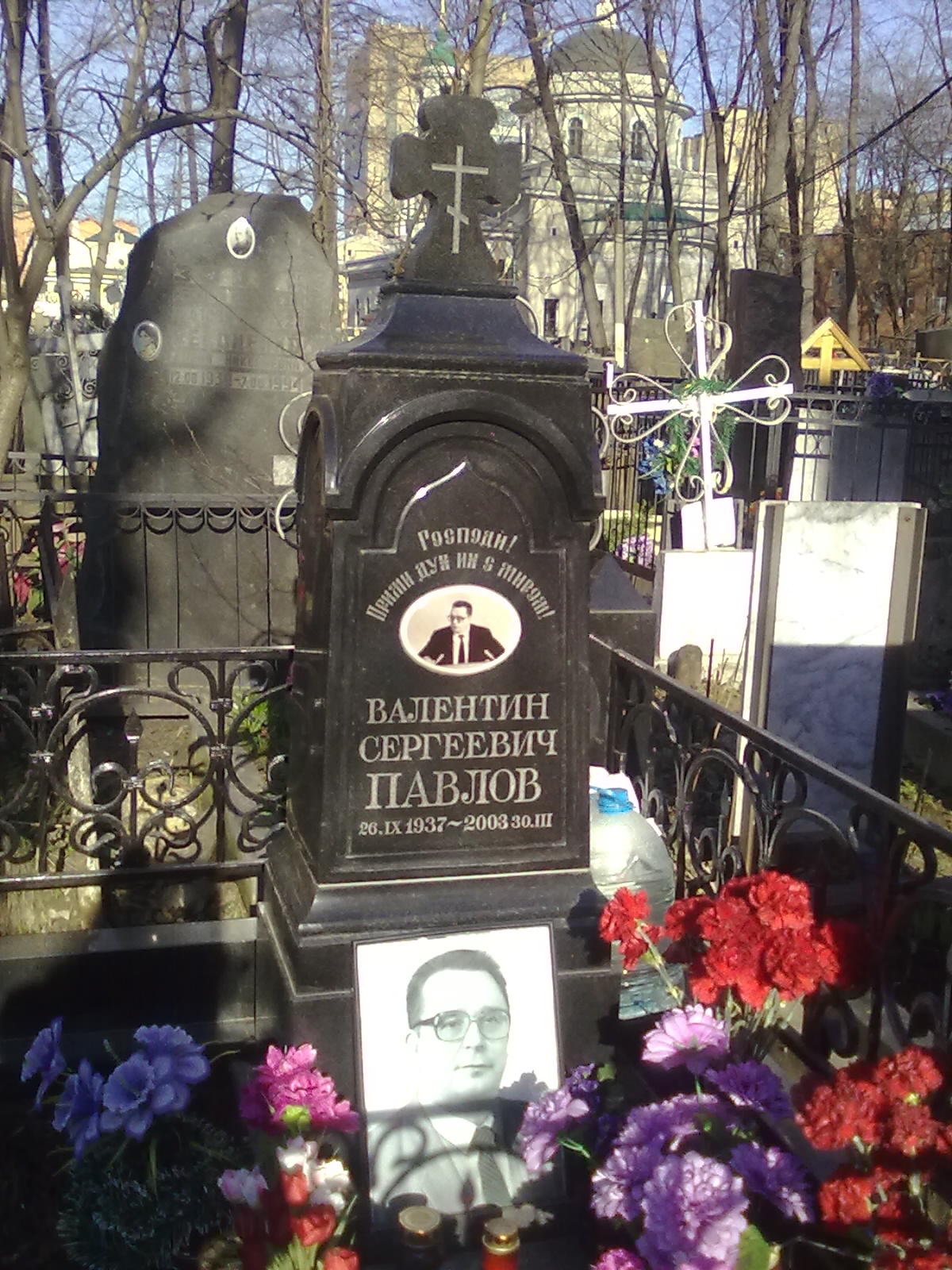
Hrob Valentina Pavlova na Pjatnickém hřbitově

Pavlov se postavil proti decentralizačnímu postoji, který smlouva zaujímala, a byl jedním z klíčových aktérů při vzniku Státního výboru pro výjimečný stav v srpnu 1991. Pavlovovo zařazení do tohoto výboru bylo využíváno k demonstraci neochoty vrátit se k politice před Gorbačovem. Hlavním cílem výboru bylo zajistit, aby Sovětský svaz pokračoval jako vysoce centralizovaný svazový stát. V čele Výboru pro výjimečný stav stáli Gennadij Janajev, viceprezident Sovětského svazu, ministr vnitra Boris Pugo, ministr obrany Dmitrij Jazov a další zastánci tvrdé linie, kteří byli odhodláni podniknout kroky k sesazení Gorbačova. Dne 18. srpna, den před začátkem převratu, o něm Pavlovovi řekl předseda KGB Vladimir Krjučkov. Krjučkov ho požádal, aby se se svými spoluspiklenci sešel v moskevském Kremlu, kde 19. srpna spolu se svými spoluspiklenci vystoupil v přímém televizním přenosu a oznámil sovětskému lidu, že Gorbačov je indisponován. V průběhu dne se brzy ukázalo, že Pavlov byl opilý, protože vydal několik protichůdných příkazů a opakoval se. Zpětně přiznal, že den předtím pil se svým synem. Ještě téhož dne se jeho spoluspiklenci rozhodli Pavlova sesadit a poslali ho na jeho daču, kde se o něj starala jeho žena. Stejně jako všichni ostatní byl Pavlov po krachu puče zatčen. Krátce poté byl Pavlov hospitalizován s hypertenzí, zatímco zůstával ve vazbě. V lednu 1993 byl propuštěn pod podmínkou, že nevycestuje a v roce 1994 mu ruská Státní duma udělila amnestii.

### Pozdější život a smrt
Po propuštění z vazby se Pavlov v letech 1994 až 1995 stal ředitelem komerční banky Časprombank. Z funkce odstoupil na žádost představenstva banky, které mu oznámilo, že se rozhodlo „poskytnout mu časově neomezenou dovolenou.“ V únoru 1996, krátce po jeho rezignaci, byla bance odebrána licence za porušení bankovních zákonů stanovených ruskou centrální bankou a banka krátce nato zkrachovala. Pavlov poté v letech 1996 až 1997 pracoval jako poradce Promstroibank a v roce 1998 se stal také viceprezidentem americké firmy Business Management Systems, působil jako viceprezident Svobodné ekonomické společnosti i Mezinárodní akademie managementu a později vedl oddělení Mezinárodní unie ekonomů.
Pavlov zemřel 30. března 2003 v Moskvě a pohřben byl 2. dubna na Pjatnickém hřbitově.